# Gare de Nossegem
La gare de Nossegem (en néerlandais : station Nossegem) est une gare ferroviaire belge de la ligne 36, de Bruxelles-Nord à Liège-Guillemins, située au village de Nossegem, section de la commune de Zaventem dans la province du Brabant flamand en Région flamande.
Une halte est mise en service en 1884 par les Chemins de fer de l'État belge. Un bâtiment standard est ouvert en 1895 et fermé en 1978, il est détruit depuis.
C'est une halte voyageurs de la Société nationale des chemins de fer belges (SNCB), desservie par des trains Suburbains (S).

## Situation ferroviaire
Établie à 52 mètres d'altitude, la gare de Nossegem est située au point kilométrique (PK) 11,935 de la ligne 36, de Bruxelles-Nord à Liège-Guillemins, entre les gares de Zaventem et de Kortenberg.

## Histoire
La halte voyageurs de « Nosseghem » est mise en service le 12 mars 1884 par les Chemins de fer de l'État belge.

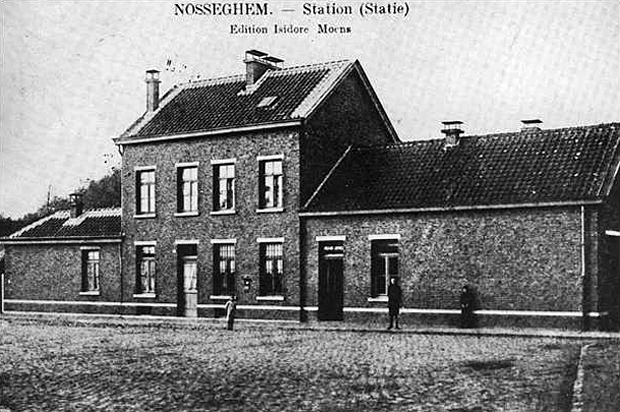
La gare vers 1900.

Un bâtiment voyageurs de type standard (type 1893) est édifié en 1895.
La graphie du nom est modifiée officiellement le 2 janvier 1938, « Nosseghem » devient « Nossegem ».
Elle redevient une simple halte en 1978.
Après le réaménagement de l'infrastructure de la halte du fait du passage de la ligne à quatre voies, les aménagements des entrées et des quais avec notamment l'installation d'auvents et d'abris, dus à Eurostation (cabinet d'architecture d'Infrabel), sont effectués entre 2008 et 2010.

## Service des voyageurs

### Accueil
Halte SNCB, c'est un point d'arrêt non géré (PANG) à accès libre, équipée d'un automate pour l'achat de titres de transport et d'un panneau d'information sur le pont de la Mechelsesteenweg. Les quais surélevés sont équipés d'abris.
La traversée des voies et le passage d'un quai à l'autre s'effectuent par les ponts routiers, de la Mechelsesteenweg (entrée principale) et de la Namnstraat (entrée secondaire), situés à chaque extrémités des quais.

### Desserte
Nossegem est desservie par des trains Suburbains (S) de la relation Braine-le-Comte (ou Bruxelles-Midi) - Louvain,.
En semaine, les week-ends et jours fériés, la gare est desservie dans chaque sens par deux trains S2 par heure.

### Intermodalité
Un parc pour les vélos (gratuit) et un parking pour les véhicules (gratuit) y sont aménagés.

## Comptage voyageurs
Ce graphique et tableau montre le nombre de voyageurs embarquant en moyenne durant la semaine, le samedi et le dimanche.
| Nombre de passagers qui embarquent à la gare de Nossegem | Nombre de passagers qui embarquent à la gare de Nossegem | Nombre de passagers qui embarquent à la gare de Nossegem | Nombre de passagers qui embarquent à la gare de Nossegem |
|                                                          | Semaine                                                  | Samedi                                                   | Dimanche                                                 |
| -------------------------------------------------------- | -------------------------------------------------------- | -------------------------------------------------------- | -------------------------------------------------------- |
| 1977                                                     | 225                                                      | 50                                                       | 36                                                       |
| 1978                                                     | 217                                                      | 60                                                       | 47                                                       |
| 1979                                                     | 173                                                      | 43                                                       | 47                                                       |
| 1980                                                     | 201                                                      | 57                                                       | 16                                                       |
| 1981                                                     | 212                                                      | 40                                                       | 30                                                       |
| 1982                                                     | 190                                                      | 33                                                       | 33                                                       |
| 1983                                                     | 181                                                      | 27                                                       | 13                                                       |
| 1984                                                     | 134                                                      | 29                                                       | 27                                                       |
| 1985                                                     | 128                                                      | 28                                                       | 47                                                       |
| 1986                                                     | 92                                                       | 33                                                       | 18                                                       |
| 1987                                                     | 106                                                      | 31                                                       | 27                                                       |
| 1988                                                     | 158                                                      | 29                                                       | 27                                                       |
| 1989                                                     | 99                                                       | 33                                                       | 44                                                       |
| 1990                                                     | 98                                                       | 53                                                       | 28                                                       |
| 1991                                                     | 137                                                      | 49                                                       | 25                                                       |
| 1992                                                     | 124                                                      | 32                                                       | 38                                                       |
| 1993                                                     | 131                                                      | 33                                                       | 27                                                       |
| 1994                                                     | 110                                                      | 27                                                       | 35                                                       |
| 1995                                                     | 93                                                       | 11                                                       | 6                                                        |
| 1996                                                     | 115                                                      | 22                                                       | 32                                                       |
| 1997                                                     | 132                                                      | 59                                                       | 28                                                       |
| 1998                                                     | 111                                                      | 10                                                       | 28                                                       |
| 1999                                                     | 108                                                      | 13                                                       | 18                                                       |
| 2000                                                     | 131                                                      | 24                                                       | 24                                                       |
| 2001                                                     | 145                                                      | 46                                                       | 18                                                       |
| 2002                                                     | 110                                                      | 17                                                       | 16                                                       |
| 2003                                                     | 108                                                      | 26                                                       | 20                                                       |
| 2004                                                     | 166                                                      | 14                                                       | 20                                                       |
| 2005                                                     | 168                                                      | 40                                                       | 30                                                       |
| 2006                                                     | 131                                                      | 40                                                       | 30                                                       |
| 2007                                                     | 214                                                      | 53                                                       | 30                                                       |
| 2008                                                     | -                                                        | -                                                        | -                                                        |
| 2009                                                     | 222                                                      | 50                                                       | 41                                                       |
| 2010                                                     | -                                                        | -                                                        | -                                                        |
| 2011                                                     | -                                                        | -                                                        | -                                                        |
| 2012                                                     | 334                                                      | 85                                                       | 79                                                       |
| 2013                                                     | 323                                                      | 133                                                      | 75                                                       |
| 2014                                                     | 387                                                      | 107                                                      | 61                                                       |
| 2015                                                     | 377                                                      | 79                                                       | 67                                                       |
| 2016                                                     | 360                                                      | 83                                                       | 72                                                       |
| 2017                                                     | 405                                                      | 86                                                       | 56                                                       |
| 2018                                                     | 523                                                      | 83                                                       | 74                                                       |
| 2019                                                     | 407                                                      | 136                                                      | 77                                                       |
| 2020                                                     | 205                                                      | 103                                                      | 71                                                       |
| 2021                                                     | -                                                        | -                                                        | -                                                        |
| 2022                                                     | 589                                                      | 257                                                      | 201                                                      |
| 2023                                                     | 571                                                      | 335                                                      | 196                                                      |
| 2024                                                     | 613                                                      | 303                                                      | 164                                                      |

Les quais en 2009
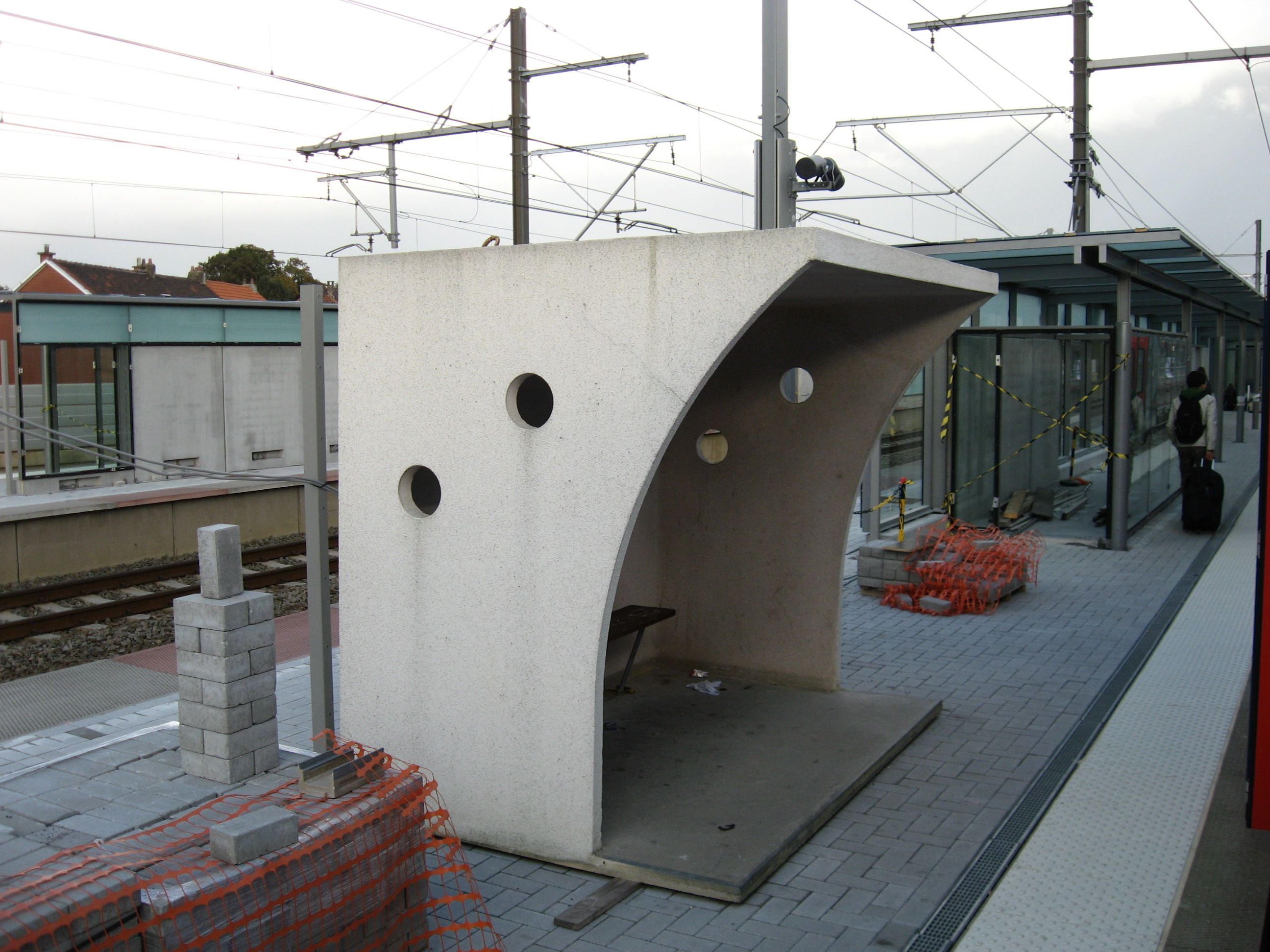
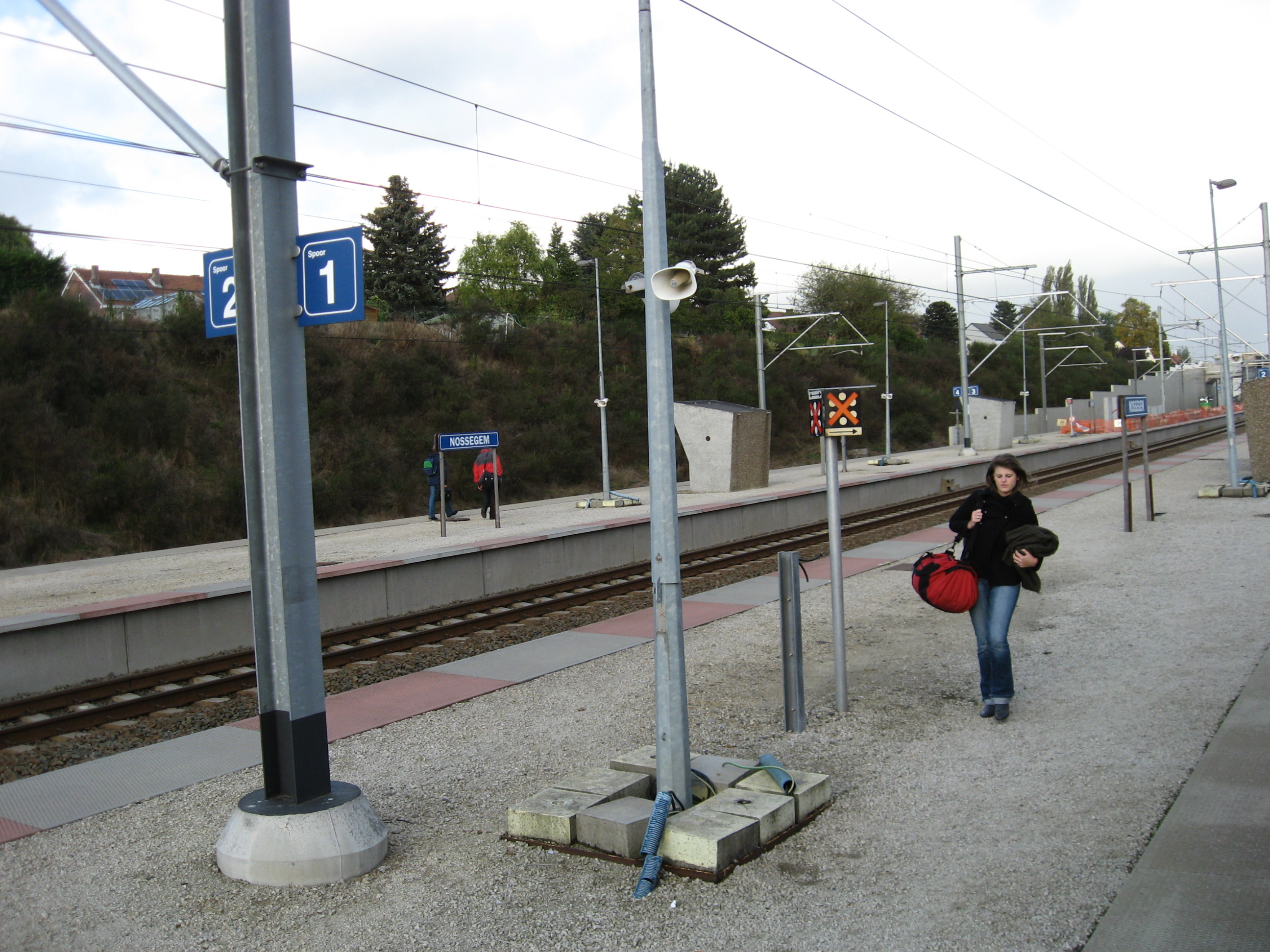